# Wiktor Polak (poeta)
Wiktor Polak (ur. 4 grudnia 1883 w Piekarach Śląskich, zm. 21 czerwca 1941 w Mauthausen-Gusen) – polski poeta, powstaniec, działacz plebiscytowy, wicestarosta świętochłowicki .

## Życiorys
Urodził się w śląskiej rodzinie o tradycjach górniczych. Ukończył miejscową szkołę ludową, a później kształcił się w Gimnazjum w Bytomiu, z którego został dyscyplinarnie relegowany za kontakty z redakcją walczącego z germanizacją śląskiego pisma Katolik wychodzącego w Bytomiu.
Był aktywistą polskim na Śląsku. Był członkiem katolickiego Towarzystwa św. Alojzego w Bytomiu zwanego popularnie Towarzystwem Alojzjanów, które działało na Śląsku w latach 1871–1897 do momentu odgórnego rozwiązania przez władze niemieckie. Był założycielem oraz pierwszym prezesem Towarzystwa Gimnastycznego „Sokół” w Piekarach Śląskich pełniąc tę funkcję do siłowego rozwiązania organizacji przez niemiecką policję w 1914.
W czasie I wojny światowej służył jako podoficer w armii niemieckiej, na froncie francuskim. W 1919 wstąpił do Polskiej Organizacji Wojskowej Górnego Śląska. Uczestniczył we wszystkich trzech powstaniach śląskich.
Po podziale Górnego Śląska przeniósł się do polskich Świętochłowic, gdzie do wybuchu II wojny światowej był naczelnikiem gminy. 3 maja 1940 został aresztowany przez Gestapo i osadzony w obozie koncentracyjnym KL Dachau, a później przeniesiony do Mauthausen-Gusen, gdzie został zamordowany przez niemieckich nazistów.

## Działalność publicystyczna
Prowadził działalność publicystyczną. Był jednym z redaktorów śląskiego, satyrycznego czasopisma Kocynder wydawanego początkowo w Mikołowie, a później w Bytomiu i Katowicach. Redagował również liczne broszury oraz ulotki. Pisał wiersze w etnolekcie śląskim oraz języku polskim. W 1920 wydał zbiór wierszy swojego bliskiego przyjaciela Augustyna Świdra pt. Z głębin duszy polskiej syna ziemi górnośląskiej.

## Upamiętnienie
W Świętochłowicach jedna z ulic nosi imię Wiktora Polaka. Został upamiętniony także na muralu w Lipinach przy pl. Słowiańskim.